# Blimbing (Paciran)
Blimbing is een bestuurslaag in het regentschap Lamongan van de provincie Oost-Java, Indonesië. Blimbing telt 17.387 inwoners (volkstelling 2010).